# Черномор (дирижабль)
«Черномор» — общее название четырёх приобретённых Россией в Великобритании дирижаблей Coastal. Дирижабли предназначались для Черноморского флота, патрулирования береговой линии и конвоирования судов. Дирижаблям были свойственны все недостатки дирижаблей типа Coastal, в том числе ненадёжность двигателей.

## «Черномор-1»
Собран по прибытии из Англии в конце 1916 года, одновременно с постройкой эллинга. Упал в море после остановки мотора и охлаждения оболочки после захода солнца, экипаж спасен при участии патрульного гидросамолета и дирижабль отбуксирован к берегу. Разобран при транспортировке по суше от места аварии в связи с сильным ветром.

## «Черномор-2»
Совершил вынужденную посадку на аэродроме Качинской школы военных летчиков после остановки мотора. Разобран.

## «Черномор-3»
Не совершал полетов, взорвался вместе с эллингом 24 марта 1917 г. при попытке разобрать дирижабль при сильном ветре.

## «Черномор-4»
Не собирался.
После неудачи с Черноморами более попыток обзавестись дирижаблями флотом не предпринималось.